# Mghwimewi
Mghwimewi (gruz. მღვიმევი) – wieś w Gruzji, w regionie Imeretia, w gminie Cziatura. W 2014 roku liczyła 570 mieszkańców.